# Біркенау (Оденвальд)
Біркенау (нім. Birkenau) — громада в Німеччині, знаходиться в землі Гессен. Підпорядковується адміністративному округу Дармштадт. Входить до складу району Бергштрасе.
Площа — 24,56 км2. Населення становить 9852 ос. (станом на 31 грудня 2020).